# 1498
Évszázadok: 14. század – 15. század – 16. század
Évtizedek: 1440-es évek – 1450-es évek – 1460-as évek – 1470-es évek – 1480-as évek – 1490-es évek – 1500-as évek – 1510-es évek – 1520-as évek – 1530-as évek – 1540-es évek
Évek: 1493 – 1494 – 1495 – 1496 –  1497 – 1498 – 1499 – 1500 – 1501 – 1502 – 1503

## Események

### Határozott dátumú események
- május 20. – Vasco da Gama portugál felfedező, aki első európaiként megkerülte Afrikát, eljut Indiába.
- május 23. – Girolamo Savonarola kivégzése a pápa elleni kritikája miatt.
- július 31. – Kolumbusz Kristóf felfedezi Trinidad szigetét.

### Határozatlan dátumú események
- április – A magyar országgyűlés kimondja, hogy a főpapok nem szerezhetnek világi javakat és nem tölthetnek be világi tisztségeket. A városlakók a nemesektől bérelt földek után kilencedet kötelesek fizetni. Kimondják, hogy ezután négy évenként kell országgyűlést tartani.
- Kolumbusz Kristóf partra száll Dél-Amerikában.
- Portugál hajósok elérik a mai Kenya és Tanzánia partjait.
- A magyar–lengyel szövetség sikeres török ellenes harcokat vív.
- Szeged szabad királyi városi rangot kap.

## Születések
- Johannes Honterus erdélyi szász humanista, reformátor († 1549)
- Nádasdy Tamás a Magyar Királyság tárnokmestere, országbírója, majd nádora(†1562)

## Halálozások
- május 23. – Girolamo Savonarola, vallási reformer, Firenze egykori ura (* 1452)
- április 8. –  VIII. Károly francia király[1]